# Zeddie Locke
Zeddie Locke (* 11. Januar 1967) ist ein ehemaliger US-amerikanisch-deutscher Basketballspieler.

## Laufbahn
Locke spielte in der Saison 1987/88 am Santa Fe College in den Vereinigten Staaten sowie anschließend im US-Bundesstaat Florida, ehe er nach Deutschland wechselte. In der Saison 1991/92 stand er erst in Diensten der Zweitligisten Lotus München, ab Februar 1992 verstärkte Locke den Godesberger TV. In fünf Zweitligaspielen für die Godesberger Mannschaft erzielte er im Durchschnitt 25,6 Punkte. Er spielte später für den BBC Horchheim in der Regionalliga, beim Rhöndorfer TV war der 2,04 Meter große Flügel- und Innenspieler maßgeblich am Aufstieg von Oberliga in die 2. Regionalliga beteiligt.
Er spielte bei Schwarz-Weiß Essen, zur Saison 1995/96 ging Locke zu Steiner Bayreuth in die Basketball-Bundesliga, im Laufe des Spieljahres kam es zur Trennung. Locke ging dann zu Bayreuths Staffelkonkurrenten BG Ludwigsburg, für den er bis 1997 spielte. Im Spieljahr 1997/98 gehörte er kurzzeitig zum Aufgebot des französischen Erstligisten Olympique d’Antibes, bestritt für die Mannschaft jedoch lediglich einen Ligaeinsatz und wechselte dann innerhalb der Spielklasse zu ALM Évreux. Dort wurde Locke in elf Begegnungen eingesetzt und erzielte 2,4 Punkte pro Partie. 1999 wechselte er zu BCJS Estaimpuis nach Belgien und nach einem Jahr innerhalb des Landes zu den Atomics Brüssel. Später spielte er noch für Olympique Mont-sur-Marchienne in der zweiten Liga Belgiens.